# Herman Boone
Herman Boone (Rocky Mount, 28 ottobre 1935 – Alexandria, Virginia, 18 dicembre 2019) è stato un allenatore di football americano statunitense.
Boone è stato allenatore capo della squadra di football del liceo T. C. Williams di Alexandria, i Titans. Questa vicenda ha ispirato il film Il sapore della vittoria - Uniti si vince (Remember the Titans) di Boaz Yakin del 2000, in cui viene interpretato da Denzel Washington.